# Souhvězdí Kozoroha
Kozoroh je souhvězdí na jižní obloze. Leží mezi souhvězdími Vodnáře, Střelce, Orla, Mikroskopu a Jižní ryby. Kozoroh je zvířetníkové souhvězdí – prochází jím ekliptika. Slunce do něj vstupuje 19. ledna a vystupuje z něj 15. února. Před 1 000 roky byl Kozoroh nejjižnějším souhvězdím zvěrokruhu, nacházel se nejjižněji pod rovníkem a Slunce jím procházelo na den zimního slunovratu. Díky precesi se ale poloha světového rovníku posouvá a místo Kozoroha se dostal Střelec. Kozoroh tedy v následujících staletích bude zvyšovat svoji pozici na obloze. Nicméně rovnoběžka, kde je Slunce 21. prosince v zenitu se stále nazývá Obratník Kozoroha.
Kozoroh patří spolu s Vodnářem, Rakem a Rybami k nejslabším souhvězdím zvířetníku. Patří k letním a podzimním souhvězdím. Jeho nejsevernější části se v českých zeměpisných šířkách objevují již koncem února krátce před svítáním. Celé souhvězdí je pak možno pozorovat až kolem čtvrté hodiny ranní v květnu, ale jelikož Slunce bude vycházet čím dál dříve, nebudou slabé hvězdy Kozoroha téměř viditelné. Nejlepší pozorovací podmínky nastávají v červenci a srpnu, kdy je Kozoroh viditelný od soumraku a zapadá asi tři hodiny před svítáním. V září a říjnu je sice také dobře viditelný, ale pozorovací doba se krátí. V listopadu zapadá již kolem deváté hodiny večer. Definitivně se s námi Kozoroh rozloučí v prosinci po sedmé hodině večerní.

## Původ jména

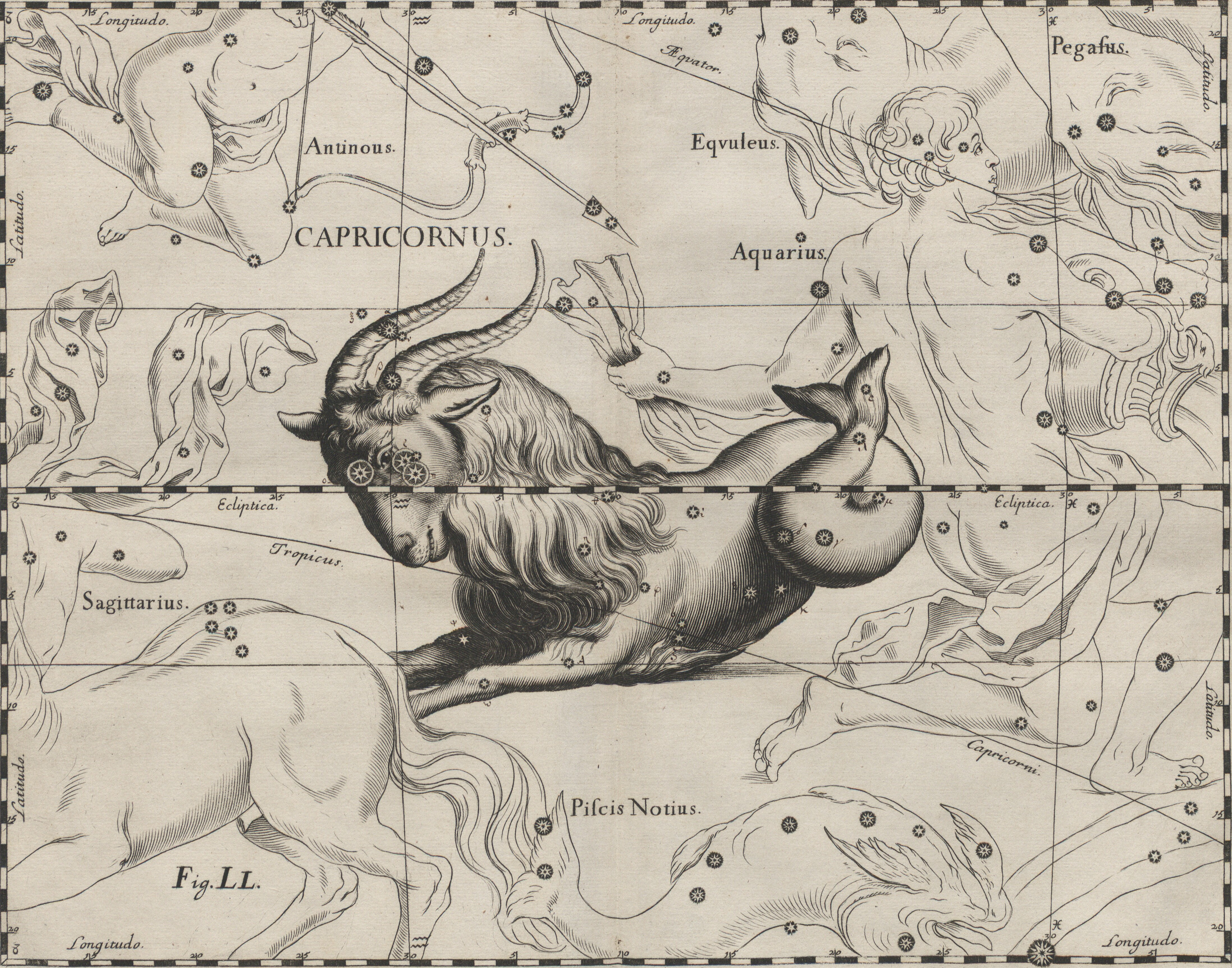
Heveliův Kozoroh

Souhvězdí nese jméno řeckého boha lesů, pastvin, stád, pastýřů a lovců Pana. Nejčastěji bývá považován za syna nymfy Dryopy a boha Herma. Pan se narodil s rohy, dlouhými vousy a měl kozí nohy. Podle báje se jeho matka tak vyděsila, že ho opustila. Hermes ho poté odnesl na Olymp, kde však díky svému vzhledu čelil velkému výsměchu bohů. Z Olympu raději utekl do Arkádie, kde žil nejraději. Často se účastnil radovánek s bohem vína Dionýsem a vyhledával společnost nymf. Dvě nymfy mu porodily děti. Jedním z nich byl i Krotus, který na obloze stojí vedle Kozoroha v podobě Střelce.

## Hvězdy
V Kozorohovi jsou jen velmi slabé hvězdy, jen jedna je jasnější než 3 mag. Asi 50 hvězd dosahuje magnitudy 6. Souhvězdí se však dá najít pomocí jasných hvězd Vega a Altair. Jejich spojnice vede přímo ke Kozorohovi. Hlavní hvězda alfa Capricorni, Algedi, není nijak jasná hvězda, dokonce není ani nejjasnější v souhvězdí. Jde o optickou dvojhvězdu. Zajímavostí je, že ačkoliv jde o optickou dvojhvězdu, tak Alfa1 i Alfa2 mají svého průvodce. Alfa1, také Prima Giedi, je žlutý veleobr o jasnosti 4,3 mag (průvodce má jasnost 9,2 mag). Alfa2 (Secunda Giedi) má jasnost 3,6 mag (průvodce 11,0 mag). Fyzická dvojhvězda je také beta Capricorni, neboli Dabih, což je žlutý obr s jasností 3,1 mag a bílá hvězda hlavní posloupnosti s jasností 6,1 mag. Gama Capricorni, Nasira (3,7 mag), je bílý obr. Nejjasnější hvězdou v Kozorohovi je Delta Capricorni, se jménem Deneb Algedi. Jde o zákrytovou dvojhvězdu (2,8 a 3,1 mag) s periodou asi 24,5 hodiny. Epsilon Capricorni je modrobílá hvězda hlavní posloupnosti (jasnost 4,5 mag).

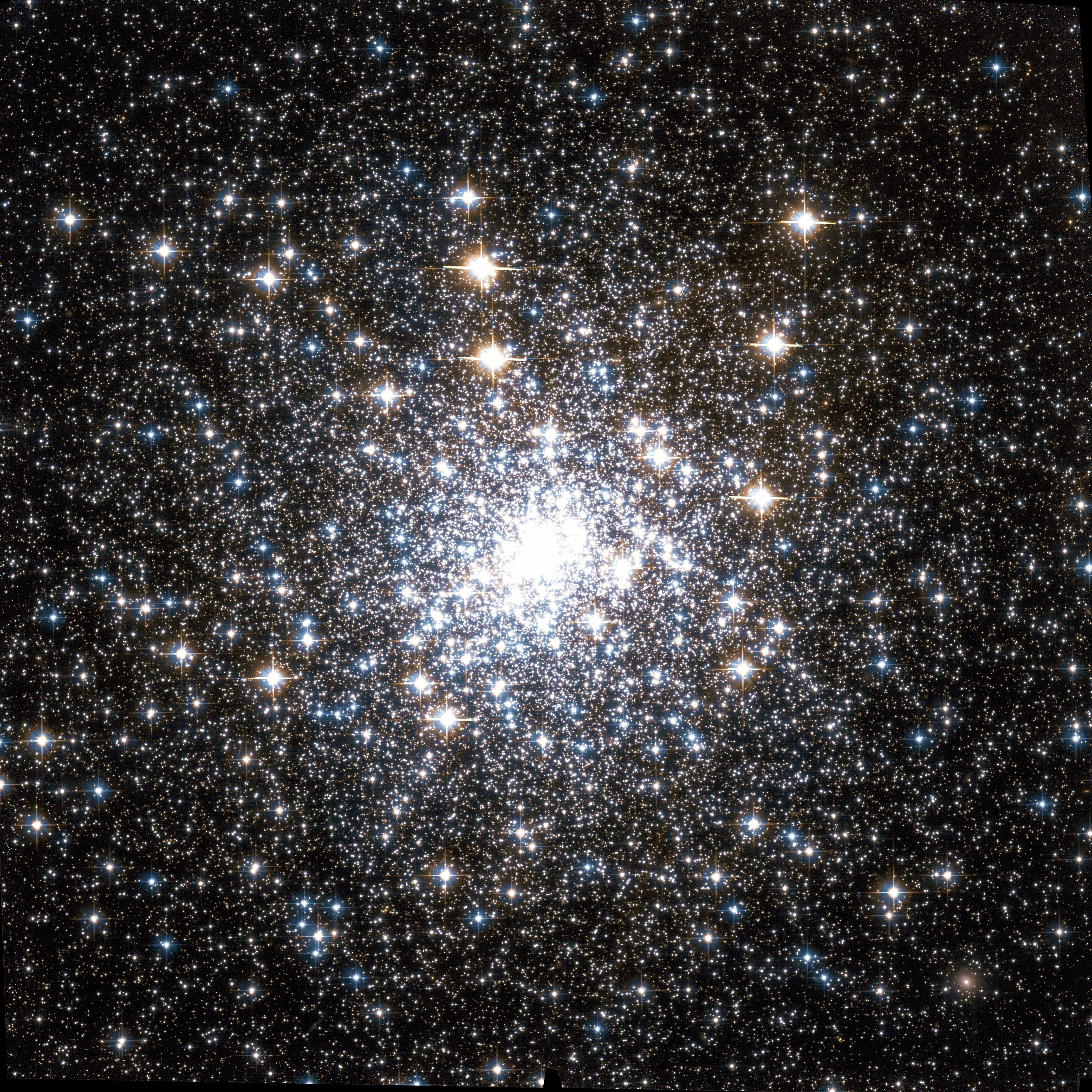
Messier 30

## Objekty vzdáleného vesmíru
Ačkoliv je Kozoroh hned vedle Střelce, který je velice bohatý na deep-sky objekty, tak on sám téměř žádné jasné objekty nenabízí. Výjimku tvoří kulová hvězdokupa Messier 30, která je od Země vzdálená 30 000 ly a má jasnost 7,5 mag. Je tedy v dosahu i slabších dalekohledů. V souhvězdí se nachází 26 objektů z katalogu NGC. Většina z nich jsou ale galaxie, které nepřesáhnou desátou magnitudu. Je tam ale také jedna otevřená hvězdokupa, NGC 7134, dvě dvojhvězdy (NGC 7122 a NGC 7136) a trojhvězda NGC 7158.